# 近畿地方を舞台とした作品一覧
近畿地方を舞台とした作品一覧（きんきちほうをぶたいとしたさくひんいちらん）では、近畿地方（関西）の府県全般をモチーフ、ロケーションとした作品などを記述する。

## 近畿（関西）全般
- 愛と死をみつめて（小説・手記・テレビドラマ・映画）
- 赤かぶ検事シリーズ（小説・テレビドラマ）
- 明智軍記（文芸・古典・軍記物）
- あさが来た（ドラマ）
- アドルフに告ぐ（漫画・舞台作品）
- あの手この手（映画）
- あぶさん（漫画）
- あほやねん!すきやねん!（バラエティ番組）
- 一休さん（アニメ）
- 宇治拾遺物語（文芸・古典）
- 宇宙皇子
- 海の上の診療所（テレビドラマ）
- エロ事師たち（小説）
- 黄金の日日（テレビドラマ）
- 小倉百人一首
- 落窪物語（文芸・古典）
- おはよう朝日です（報道番組・バラエティー）
- 街道をゆく（紀行）
- 学生アリスシリーズ
- 神様の御用人（小説・ライトノベル）
- カルラ舞う!（漫画・アニメ・映画）
- 華麗なる一族（小説・ドラマ）
- かんさい 想い出シアター
- 関西845（ニュース・報道番組）
- 義経記（文芸古典）
- 近畿地方のある場所について（小説・漫画・映画）
- 国盗り物語（小説・ドラマ）
- 軍師官兵衛（テレビドラマ）
- 源氏物語（文芸・古典）
- 功名が辻（小説・ドラマ）
- 源平盛衰記（文芸・古典）
- 恋せよキモノ乙女（漫画）
- 江～姫たちの戦国（テレビドラマ）
- 古今和歌集
- 琥珀の夢（小説・テレビドラマ）
- 今昔物語（文芸・古典）
- 細雪（小説）
- 真田太平記（小説・ドラマ）
- 真田丸（ドラマ）
- 更級日記（文芸・古典）
- 時刻表2万キロ（文芸・紀行）
- 私本太平記（小説）
- 修羅の刻（漫画・アニメ）
- 純ちゃんの応援歌（ドラマ）
- 松竹新喜劇（舞台作品・喜劇）
- 白狐魔記（小説・児童文学）
- 白い巨塔（小説・ドラマ・映画）
- 新書太閤記（小説）
- 信長公記（文芸・古典）
- 新太平記（小説）
- 新・平家物語（小説・ドラマ）
- 住吉物語（文芸・古典）
- せやねん!（バラエティ番組）
- センゴク（漫画）
- 太閤記（文芸・古典・ドラマ）
- 太平記（文芸・古典）
- 平清盛（ドラマ）
- 篁物語
- 誰も知らないJ学園（ドラマ）
- 探偵!ナイトスクープ（バラエティ番組）
- 忠臣蔵
- 徒然草（文芸・古典　随筆）
- Dの複合（小説）
- 徳川家康（小説・ドラマ）
- 十津川警部シリーズ（小説・ドラマ）*脚注普段は東京などの関東圏が舞台。
- どてらい男（テレビドラマ・小説・映画）
- 虎の城（小説）
- DRAMATIC-J（ドラマ）
- DRAMADA-J（ドラマ）
- ナッちゃん（漫画）
- ナニワトモアレ（漫画）
- なんと孫六（漫画）
- 日本永代蔵（文芸・古典）
- 日本百名峠（髄質・紀行）
- 日本百名山（髄質・紀行）
- 人形歴史スペクタクル 平家物語（平家物語）
- 忍たま乱太郎（アニメ）
- 忍ジャニ参上! 未来への戦い（映画）
- ぬかるみの女（テレビドラマ）
- 眠らないほど面白い空海の生涯（小説）
- 信長のシェフ（漫画・ドラマ）
- 信長燃ゆ（小説・ドラマ）
- 裸の大将放浪記（ドラマ）
- 花の慶次（漫画）
- 花の駐在さんシリーズ（舞台作品）
- 花の百名山（髄質・紀行）
- 花の乱（テレビドラマ）
- バンデット -偽伝太平記（漫画）
- 響け! ユーフォニアム（小説・アニメ）
- 火の鳥（漫画）
- 雲雀山（能・狂言）
- 琵琶湖要塞1997
- ふたりっ子（ドラマ）
- 平家物語（文芸・古典）
- へうげもの（漫画・アニメ）
- 弁慶（ドラマ）
- ぼてじゃこ物語（ドラマ）
- ポケットモンスター_金・銀(ゲーム)ジョウト地方
- 炎の経営者（小説・テレビドラマ）
- ほんまもん（ドラマ）
- まいどジャーニィ～（バラエティ番組）
- マッサン（ドラマ）
- 万葉集
- 源義経（小説・ドラマ）
- 都の風（ドラマ）
- 宮本武蔵（小説・ドラマ・映画）
- 武蔵坊弁慶（小説・ドラマ）
- 名探偵コナン（漫画・アニメ・映画）
- 燃えよ剣（小説）
- 山村美紗サスペンス
- 義経（ドラマ）
- 吉野朝太平記（小説）
- 吉本新喜劇（舞台作品・喜劇）
- 落第忍者乱太郎（漫画）
- ラブコン（漫画・アニメ）
- 利休（映画）
- 利休にたずねよ（映画）
- 寮フェス!～最後の七不思議～（映画）
- 竜馬がゆく（小説・ドラマ）
- わろてんか（ドラマ）

## 大阪
- 大阪府を舞台とした作品一覧を参照

## 京都
- 京都府を舞台とした作品一覧を参照

## 滋賀
- 滋賀県を舞台とした作品一覧を参照

## 奈良
- 奈良県を舞台とした作品一覧を参照

## 兵庫
- 兵庫県を舞台とした作品一覧を参照

## 三重
- 三重県を舞台とした作品一覧を参照

## 和歌山
- 和歌山県を舞台とした作品一覧を参照